# Montreuil-sur-Mer
Montreuil-sur-Mer (a volte anche semplicemente Montreuil, in piccardo Montreu, in fiammingo Monsterole) è un comune francese di 2 529 abitanti situato nel dipartimento del Passo di Calais nella regione dell'Alta Francia.

## Geografia fisica
Per la sua posizione su un promontorio che domina il fiume Canche, non lontano da Étaples, Montreuil gode di una situazione geografica privilegiata. 
La città è separata dagli altopiani vicini dalle valli di Écuires e di La Madelaine. Questa posizione le conferisce una inevitabile vocazione difensiva.
Benché sia oggi a più di 10 km dal mare, Montreuil fu per molto tempo un importante porto marittimo. Le navi arrivavano al porto lungo la Canche, fiume che oggi permette solo la navigazione di barche da pesca e di kayak. Questo spiega il nome di Montreuil-sur-Mer.

## Storia
La prima citazione di Montreuil risale all'898. Il nome della città deriverebbe dal latino tardo monasteriolum (= piccolo monastero). È certo che dopo il 913 vi trovarono rifugio i monaci di Landévennec (Finistère), dopo che i Vichinghi ebbero distrutto il loro monastero.
Dotata di cinta muraria e castello dal conte Helgaud de Ponthieu, entrò a far parte nel 980 del dominio reale, e Ugo Capeto ne fece il primo - e per allora unico - porto marittimo della monarchia francese, in sostituzione di Quentovicus, il porto dal quale i Romani raggiungevano la Britannia.
Il primo castello reale, a protezione di questo importante accesso al mare, vi fu eretto da Filippo Augusto, che aveva dotato la città di uno statuto, all'inizio del XIII secolo.

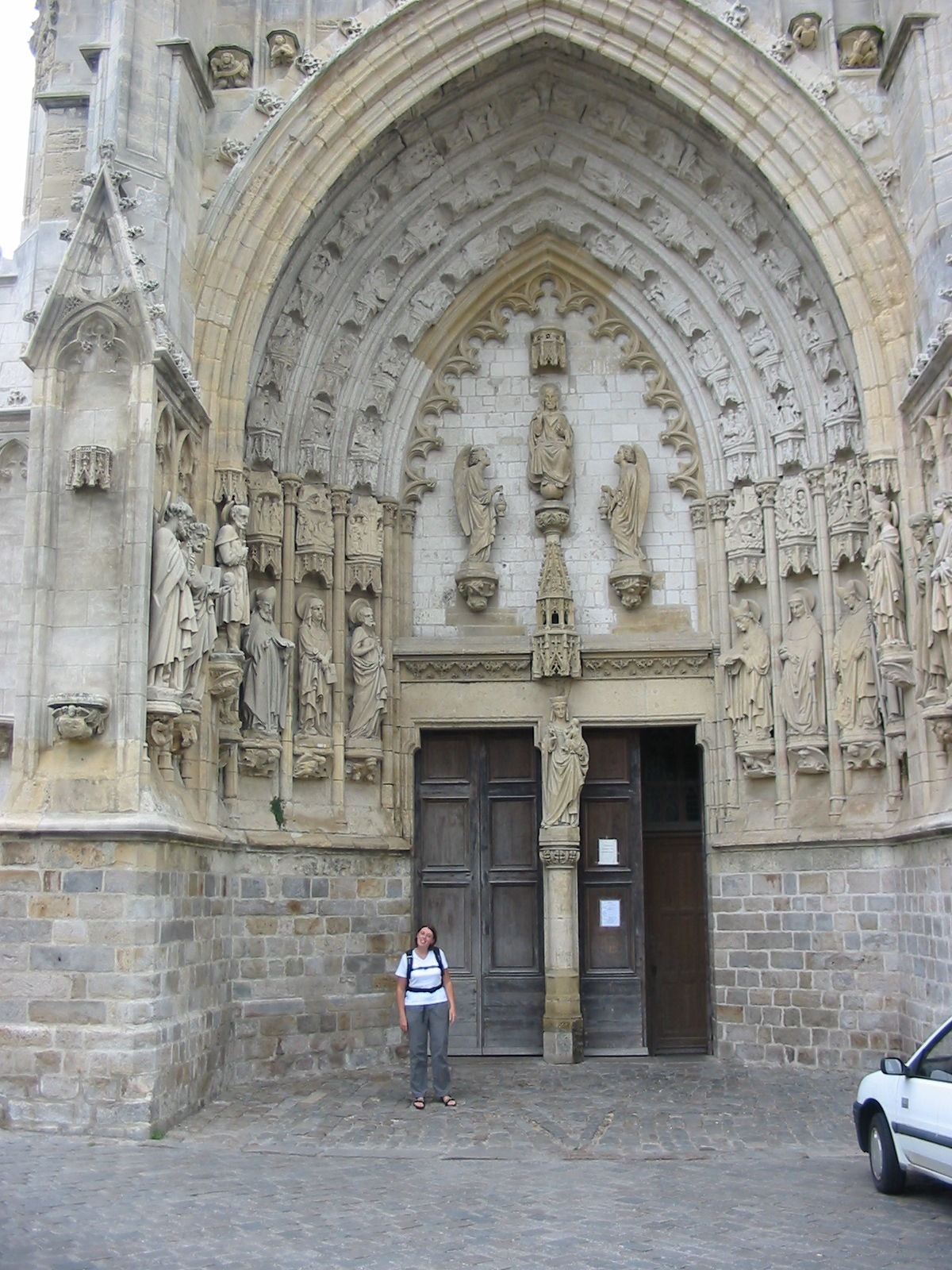
portale della chiesa abbaziale di Saint-Saulve (dopo il 1467)

Man mano che la città cresceva d'importanza, aumentarono le sue chiese e il numero delle reliquie che vi si conservavano; con le reliquie arrivavano i pellegrini, prosperavano manifatture tessili la cui fama rivaleggiava con quella delle Fiandre, i commerci aumentavano, e così via: durante il Medioevo la sua popolazione superava i 10 000 abitanti, quattro volte il numero attuale.
L'insabbiamento della Canche alla fine del Medioevo determinò il declino della fortuna commerciale della città, riducendone sempre di più la vocazione a sede di postazioni militari, e più avanti (verso il 1670) a polveriera e arsenale, poi a sede di acquartieramento di truppe, fino alla guerra del 1914-1918, quando ciò che restava delle sue mura ospitò il quartier generale britannico.

## Les Misérables
Victor Hugo passò mezza giornata a Montreuil, il 4 settembre 1837, durante il suo viaggio annuale per il Belgio e la Normandia, in compagnia di Juliette Drouet. Hugo descrisse a lungo la cittadina in diverse scene del suo romanzo più noto, Les Misérables. Secondo il romanzo, l'ex galeotto Jean Valjean si insedia a Montreuil-sur-Mer sotto il nome di Monsieur Madeleine, che verrà fatto sindaco nel 1820. Montreuil-sur-Mer è anche la città natale di Fantine, la quale vi ritornerà dopo aver affidato Cosette ai Thénardier.

## Società

### Evoluzione demografica
Abitanti censiti

## Amministrazione

### Gemellaggi
- Rheinberg